# Mäuse-Gerste
Die Mäuse-Gerste (Hordeum murinum) ist eine Pflanzenart aus der Gattung der Gersten (Hordeum) innerhalb der Familie der Süßgräser (Poaceae). Sie wird in Mitteleuropa häufig als „Unkraut“ angesehen. Als Futtergras ist sie ungeeignet, da die Grannen Schleimhautreizungen verursachen können.

## Beschreibung

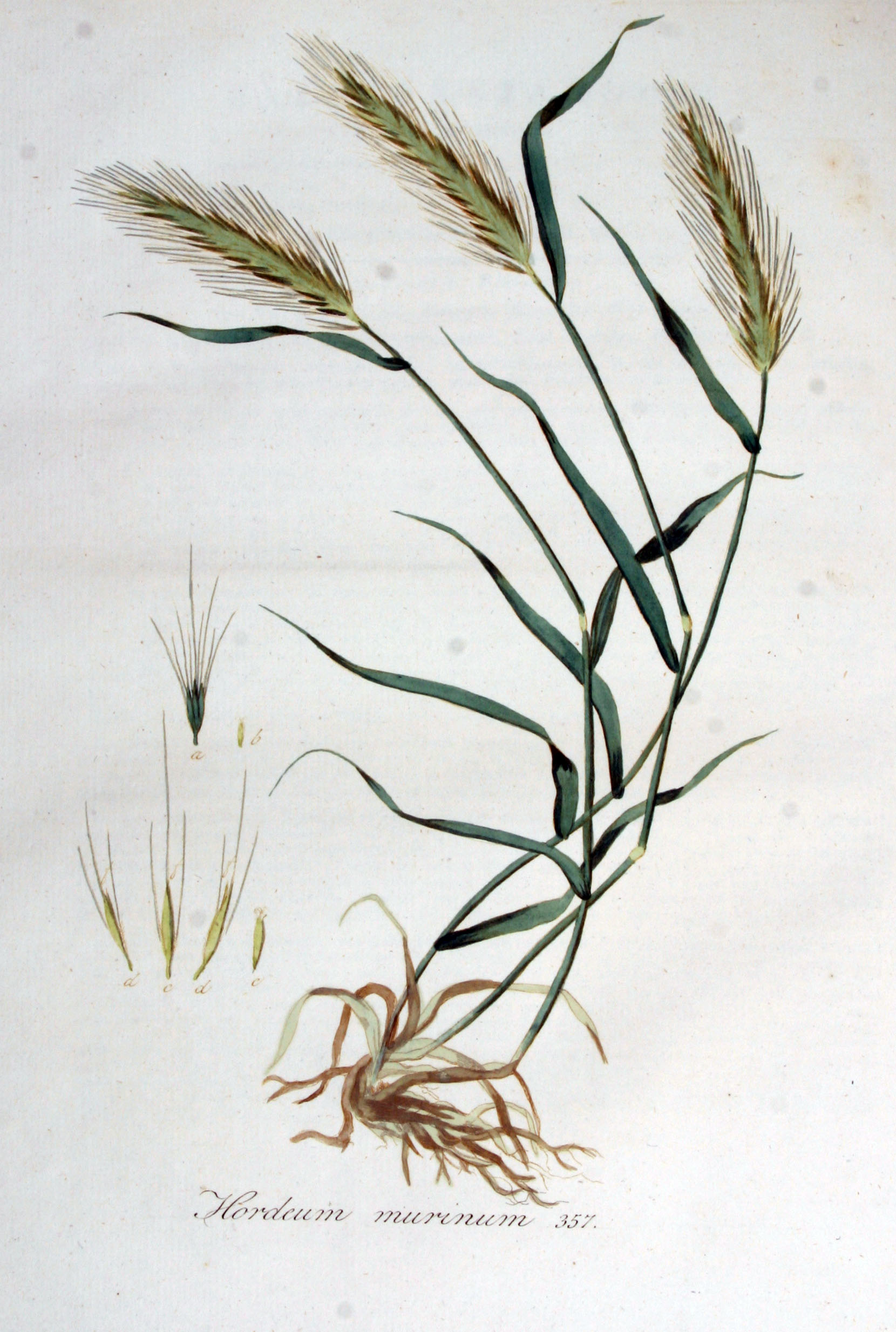
Illustration aus Flora Batava, Band 5

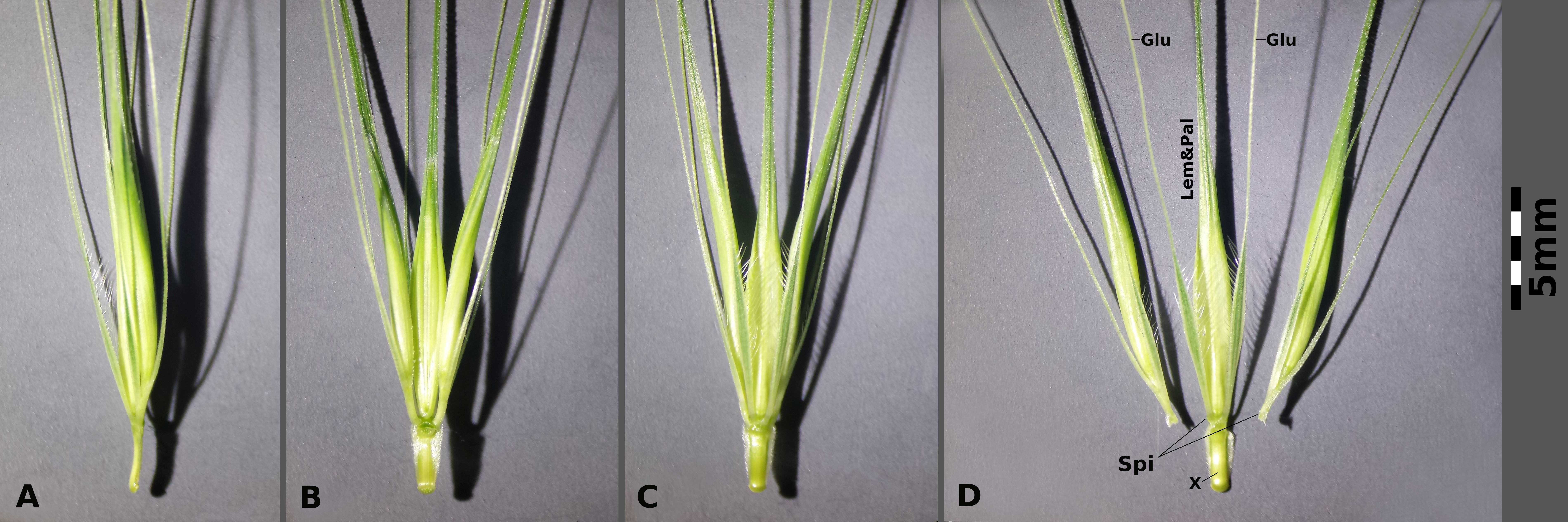
Hordeum murinum subsp. murinum, Ährchendrilling; A: Seitenansicht; B: Untersicht; C/D: Aufsicht, auf einem Stück der Ährenspindel (x) sitzen ein Mittelährchen und zwei gestielte Seitenährchen (Spi, Spicula). Diese weisen jeweils am Grund zwei grannenförmige Hüllspelzen (Glu, Gluma) auf. Die Ährchen bestehen jeweils nur aus einer Blüte, die in eine Deckspelze (Lem, Lemma) und Vorspelze (Pal, Palea) eingehüllt ist.

### Vegetative Merkmale
Die Mäuse-Gerste wächst als eine krautige Pflanze, die 6 bis 50 Zentimeter hoch wird; sie bleibt also relativ niedrig. Die Pflanzen können sowohl einjährig wachsen als auch überwintern (überjährig). Die grasgrünen Laubblätter reichen bis kurz unter die Ähre. Die Blattscheide des obersten Blattes ist bauchig aufgeblasen und verdeckt oft etwas die Ähre. Die Blattspreiten werden 2 bis 20 Zentimeter lang und 2 bis 8 Millimeter breit. Die Ligula ist ein bis 1 Millimeter langer kragenförmiger häutiger Saum. Die Blattspreiten haben am Grund 2 lange, sichelförmige, den Halm umgreifende, kahle Öhrchen.

### Generative Merkmale
Wie alle Gersten-Arten ist die Mäuse-Gerste ein Ährengras. Die Ähre weist insgesamt eine Länge zwischen 5 und 12 Zentimetern auf und ist 8 bis 20 Millimeter breit. An jedem Knoten der Ährenachse sitzen drei einblütige Ährchen, und zwar ein starkes, zwittriges Mittelährchen und zwei gestielte, männliche und daher deutlich kleinere Seitenährchen. Die äußeren Hüllspelzen der beiden äußeren Ährchen sind fast zu Grannen reduziert. Die Hüllspelzen des mittleren Ährchens sind bewimpert, 7 bis 9 Millimeter lang und laufen in eine 8 bis 16 Millimeter lange Granne aus. Die Deckspelze ist fünfnervig, 7 bis 12 Millimeter lang, glatt und kahl und läuft in ein 18 bis 50 Millimeter lange Granne aus. Die Vorspelze ist zweinervig und so lang wie die Deckspelze. Die Staubbeutel sind 0,2 bis 1,4 Millimeter lang. Die Mäuse-Gerste blüht immer, wenn die Temperaturen lange genug ausreichend hoch waren, in Mitteleuropa in der Regel von Mai bis August (bis Oktober).
Die Früchte der Mäuse-Gerste sind einsamige Schließfrüchte (Karyopsen). Die essbaren Samen sind aber sehr klein; daher rührt der Name der Pflanzenart – Gerste für Mäuse.

### Grannen
Die Grannen sind mit Widerhaken besetzt und können sich im Fell, in den Ohren oder Augen und häufig auch zwischen den Zehen von Tieren festsetzen. Sie wirken dort als Fremdkörper und lösen einen Juckreiz aus. Dies führt dazu, dass die Tiere sich reiben und wälzen, wodurch die Grannen noch tiefer insbesondere in weiche Hautpartien eindringen. Sie lösen dort Entzündungen aus, die häufig vom Tierarzt behandelt werden müssen. Gefährdet sind insbesondere Hunde, aber auch andere Tiere können betroffen sein.

## Vorkommen
Ursprünglich kommt sie aus dem Mittelmeerraum und Kleinasien. Sie ist in weiten Teilen der Welt (Europa, Asien, Nord- und Mittelamerika sowie Australien) ein Neophyt. In Europa kommt sie in fast allen Ländern vor und fehlt nur in Island und in Nordmazedonien. In Mitteleuropa ist sie an mehr oder weniger warmen und trockenen Stellen und stets auf gestörten Böden anzutreffen. Sie ist häufig in Siedlungen oder wächst in der Grünlandgesellschaft der Mäusegerstenflur Bromo-Hordeetum murini aus dem Verband Sisymbrion.
Die Mäuse-Gerste wächst an mehr oder weniger trockenen und warmen, stickstoffreichen Ruderalstellen wie beispielsweise an Straßen- oder Wegrändern oder an Mauern, auch in Innenstädten unter Bäumen oder auf Verkehrsinseln und kann als Zeigerpflanze für das Stadtklima gesehen werden. Die mit Widerhaken versehenen Grannen der Mäuse-Gerste bleiben leicht an Kleidung oder im Fell von Tieren hängen, so dass diese Pflanzenart von
solchen Standorten aus weit verbreitet werden kann.
Nach Ellenberg ist sie eine Lichtpflanze, ein Wärmezeiger, ein Schwachsäure- bis Schwachbasezeiger, auf mäßig stickstoffreichen Standorten wachsend und eine Verbandscharakterart annueller Ruderalgesellschaften in gemäßigt warmem Klima.

## Trivia
Die Ähre der Mäusegerste wirkt durch ihre Grannen wie eine Ansammlung von Sperrklinken. In der richtigen Ausrichtung zwischen die unteren Enden von Jacken- und Hemdsärmel gesteckt, wandert diese Ähre durch die zufälligen Relativbewegungen der beiden Ärmel langsam nach oben. Dieser volkstümliche Scherzartikel wird auch „Schliafhansl“ oder „Schliefhansl“ genannt.

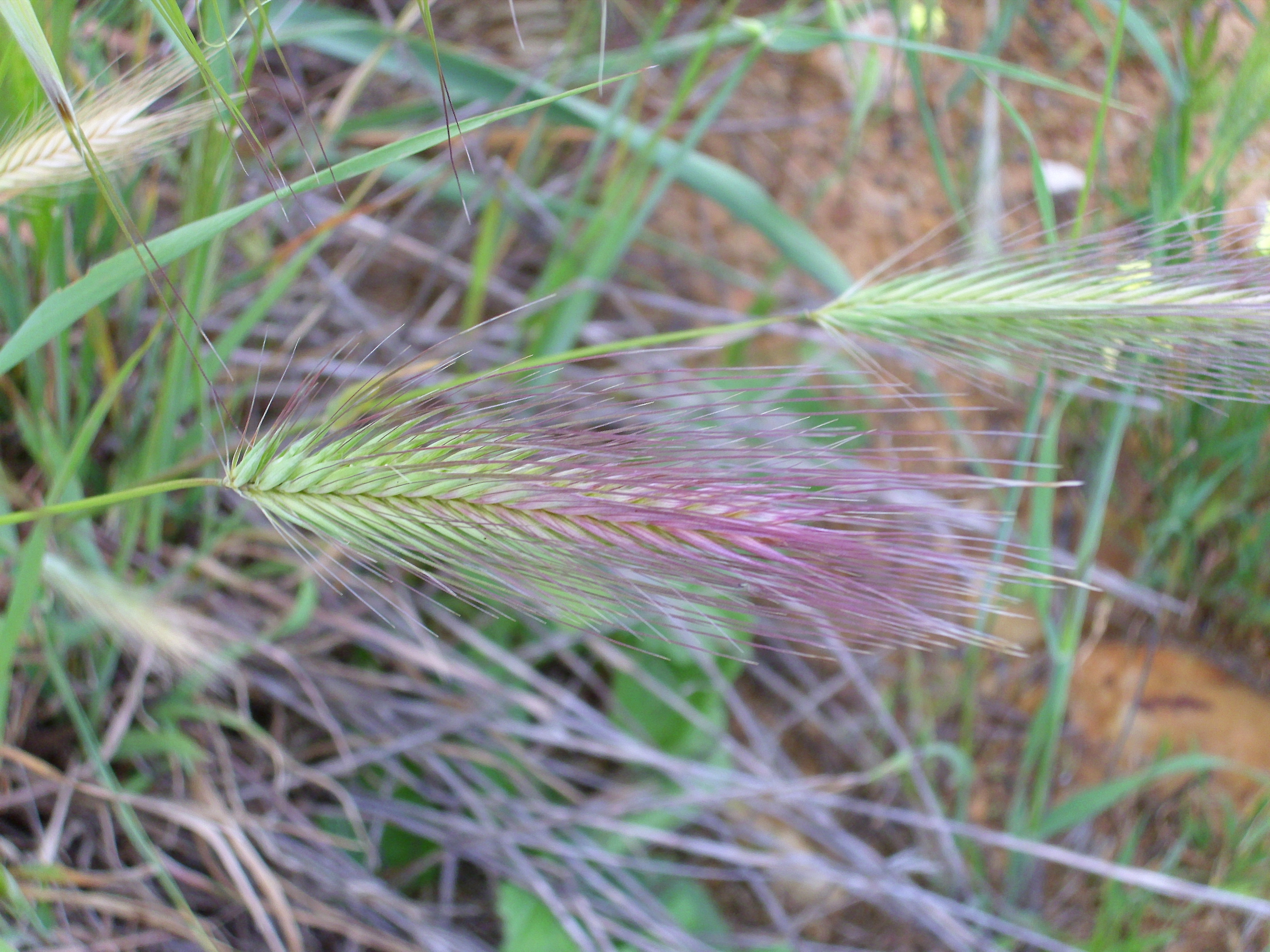
Hordeum murinum subsp. glaucum

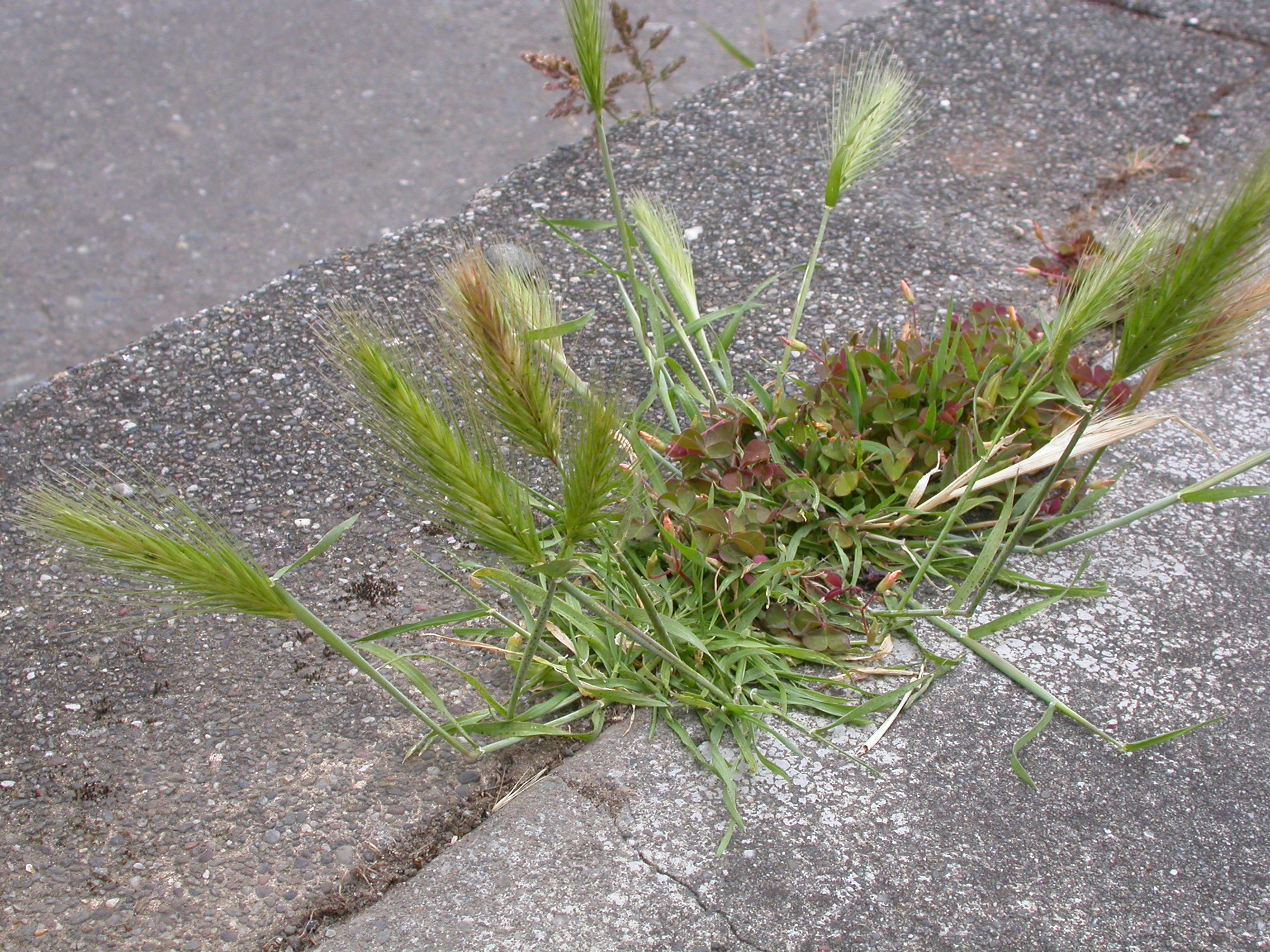
Hasengerste (Hordeum murinum subsp. leporinum)

## Taxonomie und Systematik
Die Mäusegerste wurde 1753 von Carl von Linné in Species Plantarum Tomus I, S. 85 als Hordeum murinum erstbeschrieben.
Von der Mäusegerste (Hordeum murinum) sind fünf Unterarten bekannt:
- Hordeum murinum subsp. glaucum (Steudel) Tzvelev (Syn.: Hordeum glaucum Steudel): Sie kommt vom Makaronesien bis zur Krim und dem westlichen Himalaja vor.[4] Die Chromosomenzahl ist 2n = 14.
- Hasengerste[1] (Hordeum murinum subsp. leporinum (Link) Arcang.; Syn.: Hordeum leporinum Link): Sie kommt vom Mittelmeerraum bis Zentralasien und dem westlichen Himalaja vor und außerdem in Makaronesien.[4] Die Chromosomenzahl ist 2n = 42. Sie kommt in Mitteleuropa ursprünglich nur in der südlichen Schweiz und in Südtirol vor, wurde aber gelegentlich auch eingeschleppt.[5] Die ökologischen Zeigerwerte nach Landolt et al. 2010 sind in der Schweiz für diese Unterart: Feuchtezahl F = 2 (mäßig trocken), Lichtzahl L = 4 (hell), Reaktionszahl R = 3 (schwach sauer bis neutral), Temperaturzahl T = 4+ (warm-kollin), Nährstoffzahl N = 4 (nährstoffreich), Kontinentalitätszahl K = 4 (subkontinental), Salztoleranz = 1 (tolerant).[6]
- Hordeum murinum subsp. montanum (Hackel) H.Scholz & Raus: Ist eine lokale Berglandsippe Spaniens.[7]
- Hordeum murinum subsp. murinum: Sie kommt von Europa bis zum westlichen Himalaja und auf den Azoren vor.[4] Die Chromosomenzahl ist 2n = 28. Die ökologischen Zeigerwerte nach Landolt et al. 2010 sind in der Schweiz für diese Unterart: Feuchtezahl F = 2 (mäßig trocken), Lichtzahl L = 4 (hell), Reaktionszahl R = 3 (schwach sauer bis neutral), Temperaturzahl T = 4 (kollin), Nährstoffzahl N = 4 (nährstoffreich), Kontinentalitätszahl K = 4 (subkontinental), Salztoleranz = 1 (tolerant).[6] Sie steigt in Graubünden bei Samaden bis 1715 Meter Meereshöhe auf.[1]
- Hordeum murinum subsp. setariurum H.Scholz & Raus: Sie ist eine lokale Tieflandsippe Griechenlands.[7]

Hordeum murinum subsp. glaucum ist diploid ist (2n = 14), während Hordeum murinum subsp. murinum einen tetraploiden (2n = 28) und Hordeum murinum subsp. leporinum einen hexaploiden (2n = 42) Chromosomensatz besitzt. Alle Mäusegersten gehören zu dem sogenannten Xu-Genomtyp. Diese Genom- oder Karyotypen klassifizieren Ähnlichkeiten in der Chromosomenstruktur innerhalb der Tribus Triticeae der Gräser.